# William Alexander Hunter
William Alexander Hunter (* 8. Mai 1844 in Aberdeen, Schottland; † 21. Juli 1898) war ein britischer Jurist und Politiker.
Hunter wurde als Sohn eines Steinhändlers in Aberdeen geboren. Er besuchte eine höhere Schule und studierte dann an der Universität Aberdeen. Im Jahre 1864 schloss Hunter als Magister der Philosophie und Naturwissenschaften mit Auszeichnung ab. Drei Jahre später schloss er sich dem Middle Temple an und erhielt später eine Professur für römisches Recht am University College London.

## Politischer Werdegang
Bei den Unterhauswahlen 1885  kandidierte Hunter für die Liberal Party in seiner Heimatstadt Aberdeen im Wahlkreis Aberdeen North. Mit einem Stimmenanteil von 81,7 % errang er das Mandat deutlich vor dem Konservativen Benjamin Scott Foster McGeagh und zog erstmals in das britische Unterhaus ein. Bei den nachfolgenden Unterhauswahlen 1886, 1892 und 1895 verteidigte Hunter sein Mandat. Aus gesundheitlichen Gründen trat er am 24. April 1896 zurück. Da dies nicht direkt möglich war, wählte Hunter einen gängigen Ausweg und nahm die Stewardship of the Chiltern Hundreds an. Hierbei handelt es sich um einen Titel ohne Aufgaben, welchen das britische Königshaus vergibt. Auf Grund der Trennung von Unterhaus und Krone verfällt das Unterhaus-Mandat damit augenblicklich. Die im Wahlkreis Aberdeen North erforderlichen Nachwahlen entschied Hunters Parteikollege Duncan Pirie für sich.

## Schriften
- W.A. Hunter: Introduction to Roman Law, 1880
- W.A. Hunter: Handbook of the Roads and Bridges (Scot.) Act 1878, 1882
- W.A. Hunter, J.A. Cross: Roman Law – In the Order of a Code